# Гай Хетага
Гай Хетага (ос. Хетæджы къох) — гай (острівний реліктовий ліс) площею близько 13 гектарів в Алагbрському районі Республіки Північна Осетія-Аланія, біля траси Владикавказ—Алагир, шанована осетинами як святе місце.
Щорічно у другу неділю липня на Свято Хетага (ос. Хетæджы Уастырджи / Хетæджы Бон) сюди з'їжджаються жителі з усіх районів республіки, у 2017 році у святкуваннях брали участь близько 20 тисяч осіб. У 2016 році в Гаї Хетага склали присягу члени уряду Північної Осетії, заприсягнувшись не брати участь у корупційних схемах.

## Традиції та заборони
Із гаєм Хетага пов'язано багато традицій і заборон: наприклад, з гаю нічого не можна виносити. У давнину лише найдостойніші чоловіки села допускалися в гай для того, щоб попросити про врожай, лікування хвороби тощо. До Німецько-радянської війни в Гай не можна було входити жінкам, однак у роки війни жінки стали приходити сюди, щоб молитися за воюючих чоловіків.
Спочатку в гаю не було споруд, потім було збудовано місця для жертвоприношень, «трьох пирогів». Пироги, принесені в гай, повинні бути теплими, тому що при їх приготуванні добрі наміри їжа ніби вбирає в себе, а в теплих пирогах, вважається, ці наміри зберігаються. Спочатку в гай приносили лише пироги без напоїв. Пізніше стало дозволятися приносити молоко і мед також як жертвопринесення.
На території Гаї побудований кувандон (ос. кувæндон) — молитовний будинок. У свята туди дозволено заходити і жінкам.
Із 1994 року День Хетага відзначається в Північній та Південній Осетії як республіканське загальнонародне свято. Ім'я «Хетаг» і сьогодні залишається дуже популярним серед осетинів (див. Хетаг (ім'я)).